# Brea basalis
Brea basalis är en tvåvingeart som beskrevs av Günther Enderlein 1924. Brea basalis ingår i släktet Brea och familjen bredmunsflugor. Inga underarter finns listade i Catalogue of Life.